# Air Tanzania
Air Tanzania — національна танзанійська авіакомпанія зі штаб-квартирою в Дар-ес-Саламі та хабом в аеропорту Джуліус Ньєрере
Створена як  Air Tanzania Corporation (ATC) в 1977 році після банкрутства авіакомпанії East African Airways, є членом Асоціації африканських авіаліній з моменту її заснування 100% акцій авіакомпанії було у власності уряду Танзанії до 2002 року, коли вона була частково приватизована відповідно до установ про реалізацію Програми структурної перебудови країни. Тому уряд зменшив свою частку на 51% акцій решта була продана South African Airways.
Партнерство тривало близько чотирьох років та призвело до збитків понад 19 мільйонів доларів США. Уряд викупив акції в 2006 році, і з того часу 100% акцій авіакомпанії є у власності уряду Танзанії. Протягом багатьох років компанія обслуговувала різні місцеві, регіональні та міжконтинентальні напрямки. Незважаючи на те, що вона є національною авіакомпанією, її частка ринку погіршилась з 19,2% в 2009 році до 0,4% в 2011 році.
В 2016 році уряд Танзанії під орудою президента Джон Магуфулі ініціював нову програму відродження національного перевізника. Уряд придбав два нових Bombardier Dash 8 для національного перевізника, які були доставлені у вересні 2016 року. У грудні того ж року президент оголосив, що для національного перевізника будуть придбані ще чотири літака з постачанням у червні 2018 року. Згідно з повідомленнями опублікованими у серпні 2018 року, частка ринку Air Tanzania за 2017 рік зросла до 24% з 2,5% у попередньому році

## Флот на липень 2018[5][6]
| Тип             | В дії | Замовлено | Пасажирів | Пасажирів | Пасажирів | Примітки                      |
| Тип             | В дії | Замовлено | C         | Y         | Разом     | Примітки                      |
| --------------- | ----- | --------- | --------- | --------- | --------- | ----------------------------- |
| Airbus A220-300 | —     | 2         | TBA       | TBA       | 127       | Зміна лівреї у листопаді 2018 |
| Boeing 787-8    | 1     | 1         | 22        | 240       | 262       | Зміна лівреї в 2019           |
| Bombardier Q300 | 1     | —         | —         | 50        | 50        |                               |
| Bombardier Q400 | 3     | —         | —         | 76        | 76        |                               |
| Разом           | 5     | 3         |           |           |           |                               |